# قلعه‌کوه
قلعه‌کوه روستایی است در دهستان کاهشنگ از توابع بخش مرکزی شهرستان بیرجند، واقع در استان خراسان جنوبی که بر پایه سرشماری عمومی نفوس و مسکن در سال ۱۳۸۵ جمعیت آن ۲۴ نفر (در ۱۰ خانوار)  و طبق سرشماری عمومی نفوس و مسکن در سال ۱۳۹۵ جمعیت آن ۷۹ نفر (در ۲۵ خانوار) بوده‌است.